# Fengling Linchang (bondby i Kina, Heilongjiang Sheng, lat 47,49, long 129,70)
Fengling Linchang (kinesiska: 丰岭林场) är en bondby i Kina. Den ligger i provinsen Heilongjiang, i den nordöstra delen av landet, omkring 300 kilometer nordost om provinshuvudstaden Harbin. Antalet invånare är 543. Befolkningen består av 276 kvinnor och 267 män. Barn under 15 år utgör 7,0 %, vuxna 15-64 år 76 %, och äldre över 65 år 15,0 %.
Runt Fengling Linchang är det ganska glesbefolkat, med 40 invånare per kvadratkilometer. Närmaste större samhälle är Xiaokunlun Linchang, 15,0 km väster om Fengling Linchang. I omgivningarna runt Fengling Linchang växer i huvudsak blandskog.
Genomsnittlig årsnederbörd är 1 032 millimeter. Den regnigaste månaden är juli, med i genomsnitt 231 mm nederbörd, och den torraste är januari, med 8 mm nederbörd.